# Elevaciones del patinaje artístico sobre hielo

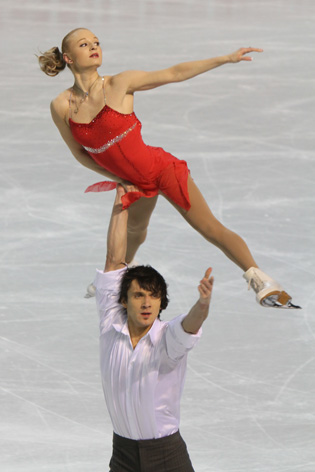
Los patinadores Maria Mujórtova y Maksim Trankov en una elevación mano a mano.

Las elevaciones son un elemento obligatorio en el patinaje artístico sobre hielo en parejas y en danza sobre hielo hielo. Las elevaciones también se pueden realizar en el patinaje sincronizado, como parte de los movimientos aislados del programa libre.

## Elevaciones en danza sobre hielo

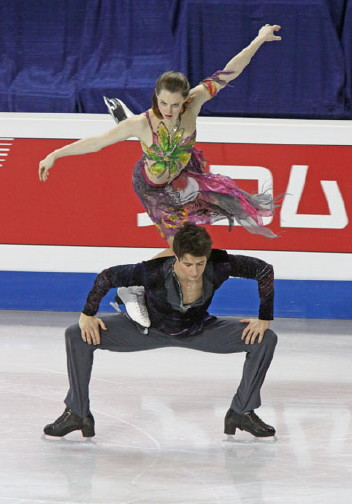
Tessa Virtud y Scott Moir realizando la elevación conocida popularmente como ganso.

Existen siete tipos de elevaciones autorizadas oficialmente en las competiciones de danza sobre hielo. En esta disciplina no se permite alzar a la pareja a una altura superior a los hombros. Habitualmente es el hombre el que alza a su pareja, aunque no es obligatorio y en ocasiones la mujer alza a su compañero. 

### Elevaciones cortas
Las elevaciones cortas tienen una duración máxima de seis segundos en el nivel sénior. Las elevaciones cortas se subdividen en: 
- Elevaciones estacionarias:los patinadores no se desplazan sobre el hielo, aunque se permiten rotaciones.
- Elevaciones en línea recta: se trasladan sobre el hielo en línea recta. El miembro de la pareja sobre el hielo puede desplazarse sobre uno o ambos pies.
- Elevaciones en curva: describen una línea curva sobre el hielo. Puede realizarse con uno o ambos pies sobre el hielo.
- Elevaciones rotacionales: El patinador sobre el hielo debe girar en un sentido mientras se traslada.

### Elevaciones largas
Las elevaciones tienen una duración máxima de diez segundos en el nivel sénior.
- Elevaciones rotacionales inversas: el patinador sobre el hielo gira primero en una dirección y luego en la otra mientras se desplaza.
- Elevaciones en serpentina: El patinador sobre el hielo describe una trayectoria en serpentina mientras se desplaza.
- Elevaciones combinadas: Incorporan dos de las cuatro elevaciones cortas.

### Posiciones

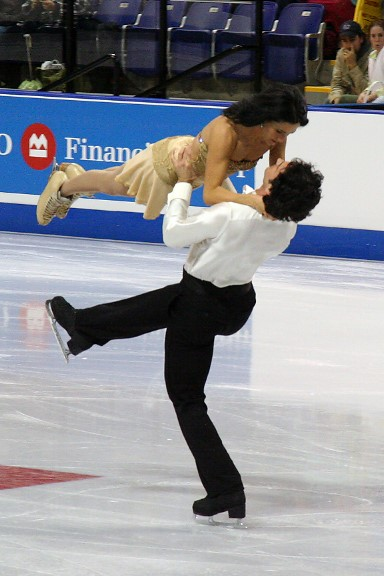
Elevación sobre un pie

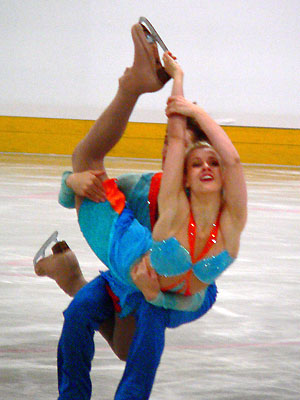
Elevación con el hombre en postura agachada y su pareja en posición biellmann

Las diferentes posiciones adoptadas en la elevación deben mantenerse por al menos tres segundos para aumentar el nivel y la puntuación otorgada por la elevación. Las posiciones no pueden repetirse durante el programa. El miembro de la pareja sobre el hielo puede adoptar las siguientes posiciones:
- Sobre un patín, bien erguido o con la rodilla flexionada (shoot-the-duck).
- Spread eagle —con los dos pies sobre el hielo y las piernas abiertas formando un ángulo de 180 grados—. Se puede realizar sobre el filo interno, externo o en línea recta.
- Ina Bauer, similar a la posición spread eagle, pero con la rodilla de la pierna delantera flexionada.
- Posición agachada sobre los dos pies, bien con las piernas paralelas, con la pierna libre extendida a un lado o hacia atrás (lunge).

El miembro de la pareja izado, a su vez, puede adoptar distintas posiciones, con muchas variaciones dependiendo del punto de apoyo, por ejemplo:
- Spagat.
- Posición biellman, asiendo una pierna extendida por detrás de la cabeza.
- Posición donut, con una pierna curvada hacia atrás rozando la cabeza de la patinadora.
- Posición horizontal.
- Posición vertical
- Posición invertida

## Elevaciones en el patinaje en pareja

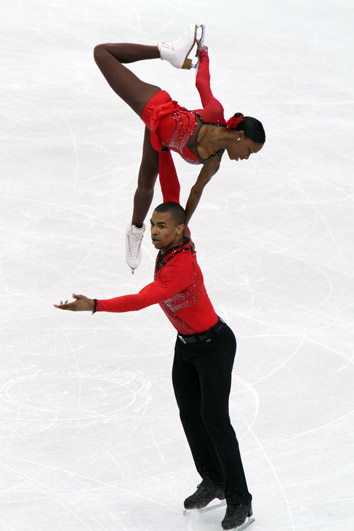
Elevación en posición de estrella

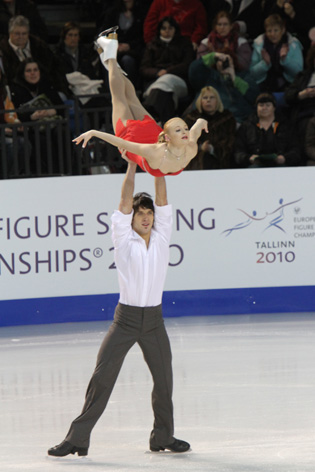
Elevación sin rotación

En el patinaje en pareja el hombre suele izar a la mujer a una altura superior a los hombros, aunque la extensión total del brazo, común en las categorías superiores, no es obligatoria. En la mayoría de las elevaciones el hombre gira sobre el hielo mientras porta a su compañera, aunque también se pueden realizar elevaciones sin rotación.
La puntuación de la elevación depende de varios factores:
- Tipo de entrada. La dificultad aumenta si los patinadores adoptan una posición especial antes de iniciar la elevación
- Tipo de elevación
- Velocidad y distancia recorrida sobre el  el hielo por el hombre durante la elevación.
- Posición adoptada por la mujer en el aire.
- Cambios de posición o cambio del punto de soporte de la mujer durante la elevación
- Movimientos estables del hombre y giros limpios mientras se desplaza sobre el hielo.
- Desplazamiento sobre un pie de ambos miembros de la pareja tras concluir la elevación.
- Otros factores, como detener la rotación o invertir la dirección de rotación durante la elevación, o invirtiendo la rotación.

### Tipos de elevaciones
La Unión Internacional de Patinaje sobre Hielo define cinco grupos de elevaciones en el patinaje de parejas, determinados por el punto de apoyo en el momento en que la mujer sobrepasa la altura de los hombros de su pareja.
- Elevaciones por la axila: se trata del grupo de elevaciones más simples. El hombre sujeta a la mujer por una axila, mientras que la mujer emplaza una mano sobre el hombro de su compañero y la otra en la mano libre de este. La elevaciones lutz, flip, toeloop y axel pertenecen a este grupo.[4] En estas elevaciones, la mujer parte y aterriza de la misma manera que en los saltos homónimos.
- Elevaciones por la cintura: en este grupo de elevaciones el hombre sostiene a su compañera por la cintura.
- Elevaciones por la cadera: en estas elevaciones el hombre sostiene a su compañera por la cadera.
- Elevaciones mano a mano verticales: los patinadores patinan frente a frente o en la misma dirección al inicio de la elevación, asiéndose de las manos.
- Elevaciones mano a mano de lazo: estas elevaciones se distinguen de las elevaciones mano a mano verticales en que la mujer realiza un giro mientras su compañero la iza.

### Posiciones ilegales
Cualquier elevación que no pertenezca a los grupos listados arriba se considera ilegal en las competiciones oficiales, aunque los patinadores las realizan en programas de exhibición o espectáculos de patinaje sobre hielo. Entre las elevaciones no sancionadas más comunes se cuenta el detroiter, en la que el hombre efectúa una pirueta mientras sujeta a la mujer por las piernas por encima de la cabeza, y el headbanger (literalmente, golpeacabezas) donde el hombre gira mientras ase a su compañera por los tobillos. La mujer asciende y desciende durante la rotación, y su cabeza llega a acercarse peligrosamente al hielo en la curva descendente. 